# 伊朗城鄉議會
伊朗城鄉議會是由伊朗所有城鄉地區的公眾投票選舉產生的地方議會。議員由民眾直接選舉產生，四年為一任期。
根據伊朗憲法第7條，伊朗城鄉議會及國會是「國家的決策及行政機關」。城鄉議會負責選舉市長、監察市政、審視選區內的社會、文化、經濟及福利狀況，以及配合國家在社會、經濟、建設、文化、教育及其他方面的政策計劃及實施。

## 註腳
1. ↑  Matthew Broyles. . The Rosen Publishing Group. 2007年: 第60頁. ISBN 1404219005 （英语）.
2. ↑  . ICL.   [June 21, 2011]. （原始内容存档于2018-08-21） （英语）.